# Mieszko Talarczyk
Mieszko A. Talarczyk (* 23. Dezember 1974 in Polen; † 26. Dezember 2004 in Thailand) war ein schwedischer Musiker und Musikproduzent. Er war Sänger und Gitarrist der Grindcore-Band Nasum sowie Mitinhaber der Soundlab Studios in Örebro.

## Leben
Bereits Ende der 1980er Jahre war Talarczyk aktives Mitglied der schwedischen Extrem-Metal-Szene. Er spielte in verschiedenen Bands, betrieb ein Fanzine mit Namen Scen Kross und organisierte mit Anders Jakobson Konzerte. 1993 wurde er von Jakobson als Gitarrist zu Nasum geholt, später wurde er zudem Sänger der Band. Er sang außerdem in der Band Krigshot und spielte ab 1994 in der Hardcore-Band Genocide Superstars. Außerdem betrieb Talarczyk zusammen mit Jakobson das Death-Metal-Projekt Bloodshed, das 1997 das Demo Salvation By Bloodshed aufnahm.
Neben seiner Aktivität als Gitarrist und Sänger gründete Talarczyk zusammen mit dem Millencolin-Gitarristen Mathias Färm unter dem Namen Soundlab Studios ein Tonstudio in Örebro.
Ende 2004 war er mit seiner Freundin auf einer Thailand-Reise, bei der die beiden am 26. Dezember 2004 von einem Tsunami des großen Seebebens im Indischen Ozean 2004 erfasst wurden. Während seine Freundin schwer verletzt überlebte, blieb Talarczyk nach der Flutwelle verschollen. Erst am 17. Februar 2005 wurde bekanntgegeben, dass seine Leiche gefunden und identifiziert wurde. Er wurde am 30. März 2005 beerdigt.
Nach dem Tod von Talarczyk lösten sich sowohl Nasum als auch Genocide Superstars zunächst auf. Nasum fand sich 2011 nach über einem Jahr Vorbereitung für ein letztes Konzert noch einmal zusammen, als Sänger stieß Keijo Niinimaa von Rotten Sound hinzu. Unter dem Namen Genocide Superstars erschien 2006 noch ein weiteres und bislang letztes Studioalbum.

## Diskografie
mit Bloodshed
- 1997: Salvation By Bloodshed (Demo, Re-Release als Single 2015 via Bone Records[1])

mit Genocide Superstars
- 2000: Hail the New Storm
- 2002: We Are Born of Hate
- 2003: Superstar Destroyer

mit Krigshot
- 1997: Terroristattack (EP)
- 1999: Maktmissbrukare
- 2000: ...Och Hotet Kvarstår (Single)
- 2002: Örebro-Mangel

mit Nasum
- 1994: Domedagen (Demo)
- 1995: Industrislaven (EP)
- 1998: Inhale/Exhale
- 2000: Human 2.0
- 2003: Helvete
- 2004: Shift